# Agnès de Borgonya
|  | Per a altres significats, vegeu «Agnès de Borgonya, comtessa de Poitiers». |

Agnès de Borgonya (1407 – 1 de desembre de 1476) fou filla de Joan Sense Por, duc de Borgonya, comte de Nevers, de Borgonya i de Flandes, i de Margarida de Baviera. Agnès es casà en Autun el 17 de setembre de 1425 amb el duc Carles I de Borbó i d'Auvèrnia, i tingueren :
- Joan II (1426 - 1488), duc de Borbó.
- Maria (v. 1427 - 1448), casada amb Joan II de Lorena (1425 - 1470), duc de Calàbria.
- Felip (v. 1430 - 1440), mort jove.
- Carles II (1433 - 1488), arquebisbe de Lió (1444), cardenal (1476), després duc de Borbó (1488).
- Isabel (1437 - 1465), casada en 1454 amb Carles el Temerari (1433 - 1477), duc de Borgonya
- Lluís (1438 - 1482), bisbe de Lieja.
- Margarida (1438 - 1483), casada en 1472 amb Felip II Sense Terra (1438 - 1497), duc de Savoia.
- Pere II (1438 - 1503), senyor de Beaujeu, després duc de Borbó (1488).
- Caterina (v. 1440 - 1469), casada en 1463 amb Adolf d'Egmont (1438 - 1477), duc de Gueldre
- Jaume (v. 1443 - 1468)
- Joana (morta sense descendència en 1483), casada en 1467 amb Joan IV de Chalon-Arley (1443 - 1502), Príncep d'Orange.